# Microregione di Restinga Seca
Restinga Seca è una microregione del Rio Grande do Sul in Brasile, appartenente alla mesoregione di Centro Ocidental Rio-Grandense.
È una suddivisione creata puramente per fini statistici, pertanto non è un'entità politica o amministrativa.

## Comuni
È suddivisa in 9 comuni:
- Agudo
- Dona Francisca
- Faxinal do Soturno
- Formigueiro
- Ivorá
- Nova Palma
- Restinga Seca
- São João do Polêsine
- Silveira Martins